# 150 карбованців «250-річчя з дня відкриття Російської Америки (Бот «Святий Гавриїл»)»
250-річчя з дня відкриття Російської Америки (Бот «Святий Гавриїл») (рос. 250-летие со дня открытия Русской Америки (Бот «Святой Гавриил»)) — платинова ювілейна монета СРСР вартістю 150 карбованців, випущена 23 квітня 1990 року.

## Тематика
На боті «Св. Гавриїл» під командуванням І. Федорова в 1732 р. було здійснено плавання до берегів Берингової протоки. В результаті плавання були картировані частини азійських і американських узбереж протоки між Азією і Америкою.

## Історія
У 1990—1991 роках було випущено серію монет «250-річчя з дня відкриття Російської Америки» з якістю пруф — 2 срібних монет номіналом у 3 карбованці, 4 паладієвих монет номіналом 25 карбованців, а також 2 монети номіналом 150 карбованців у платині. Монети було присвячено 250-річчю з дня відкриття Російської Америки — володінь Російської імперії в Північній Америці, що включала Аляску, Алеутські острови, Олександрівський архіпелаг і поселення на тихоокеанському узбережжі сучасних США (Форт-Росс).
Монети карбувалися на Ленінградському монетному дворі (ЛМД).

## Опис та характеристики монети
| Номінал крб. | Метал   | Проба | Маса (гр) | Діаметр (мм) | Товщина (мм) | Гурт                    | Тираж штук   |
| ------------ | ------- | ----- | --------- | ------------ | ------------ | ----------------------- | ------------ |
| 150          | платина | 999   | 15.55     | 28           | 1.5          | рубчастий (240 рифлень) | 6.500 (пруф) |

### Аверс
Зверху герб СРСР з 15 витками стрічки, під ним літери «СССР», нижче ліворуч і праворуч риса, під рискою зліва хімічне позначення «Pt» і проба «999» металу з якого зроблена монета, під ними чиста вага дорогоцінного металу «15,55», під рискою праворуч монограма монетного двору «ЛМД», нижче позначення номіналу монети цифра «150» і нижче слово «РУБЛЕЙ», знизу у канта рік випуску монети «1990».

### Реверс
Зображення парусника в хвилях, навколо нього напис «250 ЛЕТ ОТКРЫТИЯ РУССКОЙ АМЕРИКИ», знизу напис «БОТ СВ.ГАВРИИЛ / М.ГВОЗДЕВ - 1732», розділений декоративним елементом.

### Гурт
Рубчастий (240 рифлень).

## Автори
- Художник: А. В. Бакланов
- Скульптор: Н. А. Носов